# Vlag van Utingeradeel

Vlag van de gemeente Utingeradeel
(1958-1984)

De vlag van Utingeradeel is op 29 januari 1958 per raadsbesluit ingesteld als de gemeentelijke vlag van de Friese gemeente Utingeradeel (Fries: Utingeradiel). De vlag is niet langer als gemeentelijke vlag in gebruik nadat de gemeente Utingeradeel per 1 januari 1984 opging in de nieuw opgerichte gemeenten Boornsterhem en Skarsterlân. Per 1 januari 2014 is het gebied waarin Utingeradeel lag opgegaan in de gemeenten Heerenveen en De Friese Meren.

## Beschrijving
De vlag wordt als volgt beschreven:
Drie banen van rood en wit met een hoogteverhouding van 2:1:5, met in de broekhoek een geel drielobbig klaverblad.
De kleuren en het klaverblad zijn afkomstig van het gemeentewapen. De witte baan verbeeldt de oude rivier De Boorne en is tevens de kleur van de lelie die niet is meegenomen. Omdat de voornaamste vijf plaatsen zich ten zuiden daarvan bevinden is de witte baan hoog op de vlag geplaatst. Het ontwerp is afkomstig van historicus J. Visser uit Leeuwarden.

## Verwante afbeeldingen

Het wapen van Utingeradeel

Aengwirden 
· Baarderadeel 
· Barradeel 
· het Bildt 
· Bolsward 
· Boornsterhem 
· Dokkum 
· Dongeradeel 
· Doniawerstal 
· Ferwerderadeel 
· Franeker 
· Franekeradeel 
· Gaasterland 
· Gaasterland-Sloten 
· Haskerland 
· Hemelumer Oldeferd 
· Hennaarderadeel 
· Hindeloopen 
· Idaarderadeel 
· IJlst 
· Kollumerland en Nieuwkruisland 
· Leeuwarderadeel 
· Lemsterland 
· Littenseradeel 
· Menaldumadeel 
· Nijefurd 
· Oostdongeradeel 
· Rauwerderhem 
· Schoterland 
· Skarsterlân 
· Sloten 
· Sneek 
· Stavoren 
· Terschelling en Vlieland 
· Utingeradeel 
· Westdongeradeel 
· Wonseradeel 
· Workum 
· Wymbritseradeel